# Attilio Simonetti
Attilio Simonetti (13 de abril de 1843 - 14 de enero de 1925) fue un pintor y anticuario italiano . 

## Biografía
Nació y residió principalmente en Roma. Hijo de Francesco, un joyero y autor de mosaicos romano, parte de una familia de autores de mosaicos.  Attilio, de 16 años, aprendió con el pintor español Mariano Fortuny a instancias de la pintora Nicola Ortis de Perugia.  En 1868, Simoneti presentó dos pinturas a una exposición en el Brera de Milán: Interior de la cocina en Trastevere y Puerta en via dei Carbonari.  En la Exposición Napolitana Nazionale di Belle Arti de 1877, exhibió una copia de las pinturas "L'araldo" y "Il tamburino". Hizo amigos en Nápoles y fue alentado por Filippo Palizzi.  En 1875, fue uno de los fundadores de la Asociación de Acquarellisti Romani (pintores de acuarelas romanos). 
Entre sus obras destacan: Después de la danza; Expuesta en 1877 en Nápoles: Un araldo; Un tamburo; Ogni speranza è morta; Via Giuseppe Mancinelli en Palazzuolo Castracelo. También expuso en la Mostra de Bellas Artes de Roma en 1883, algunas pinturas y acuarelas:Un gobernador; Gioia materna; y La filatrice.  Pintó el drama de disfraces de L'Ubriaco (1877).
Simonetti tuvo una buena relación con Adolphe Goupil de la Galería Goupil de París, famosa por el patrocinio del impresionismo.  Murió en Roma.  La familia Simonetti continuó con el negocio de anticuarios.